# Курси Флоран
Курси Флоран, Школа Флоран (фр. Cours Florent) — приватна школа драматичного мистецтва в Парижі (Франція), заснована в 1967 році Франсуа Флораном.
Школа міститься в 19-му окрузі Парижа (вулиця Аршеро, вулиця Матіса та проспект Жан Жорес), її відділення є також у Брюсселі (Бельгія) та з вересня 2015 року в Монпельє (Франція).

## Програма навчання
Школа Курси Флоран відома як одна з найпрестижніших драматичних шкіл Франції. Професійне навчання акторської майстерності триває протягом тьох років для всіх охочих, кому виповнилося 17 років. Працюють також театральні класи для дітей і підлітків, набір до яких проводиться з 7-річного віку. Курси Флоран пропонують художні та міждисциплінарні програми, спрямовані не лише на акторську гру, але й на постановку, музику і танець.
Школа також проводить спеціальний курс підготовки своїх слухачів до вступних іспитів до престижної Вищої національної консерваторії драматичного мистецтва (CNSAD), Національної школи театрального мистецтва та техніки (ENSATT) в Ліоні та Вищої школи драматичного мистецтва Страсбурзького Національного театру.

## Відомі випускники
Серед випускників школи є багато знаменитостей:
- Ізабель Аджані
- Морьяна Алауї
- Іван Атталь
- Едуар Баер
- Жанна Балібар
- Малік Бенталха
- Еммануель Берко
- Домінік Блан
- Жак Вебер
- Гійом Гальєнн
- Хосе Гарсія
- Марина Гендс
- Ева Грін
- Олів'є Гурме
- Жан-П'єр Дарруссен
- Марі де Вільпен
- Еммануель Дево
- Аньєс Жауї
- Ельза Зільберштейн
- Венсан Ельбаз
- Гад Ельмалех
- Гійом Кане
- Жиль Каплан
- Ізабель Карре
- Ніколя Казаль
- Сандрін Кіберлен
- Анн Косіньї
- Діане Крюгер
- Клотильда Куро
- Самюель Ле Б'ян
- Венсан Лендон
- Софі Марсо
- П'єр Ніне
- Данієль Отей
- Дені Поділідес
- Жером Прадон[4]
- Крістіана Реалі
- Мюріель Робен
- Себастьян Роше
- Жан-Поль Рув
- Матильда Сеньє
- Одрі Тоту
- Гаспар Ульєль
- Мілен Фармер
- Стефан Фрейсс
- Тьєррі Фремон
- Чжу Сюань[en]
- Франсіс Юстер